# امامزاده محمد (فسا)
امامزاده محمد (فسا)، روستایی از توابع بخش شیبکوه شهرستان فسا در استان فارس ایران است.

## جمعیت
این روستا در دهستان فدشکویه قرار دارد و براساس سرشماری مرکز آمار ایران در سال ۱۳۸۵، جمعیت آن ۲۵۶ نفر (۶۰خانوار) بوده‌است.